# WTA de Praga de 2023
O WTA de Praga de 2023 foi um torneio de tênis feminino disputado em quadras duras na cidade de Praga, na Tchéquia. Esta foi a 14ª edição. Esteve programado para ocorrer entre 31 de julho e 6 de agosto de 2023, mas as chuvas durante a semana atrapalharam os jogos, fazendo o encerramento se desse na segunda-feira, dia 7.
A campeã do torneio em simples e duplas Nao Hibino precisou de três jogos no último dia para registrar o feito: a semifinal e a final de simples pela manhã e a decisão de duplas, depois de um descanso, à tarde.

## Exclusão de jogadoras russas e bielorrusas
Antes do início do evento, as autoridades tchecas impediram a russa Anastasia Pavlyuchenkova de entrar no país. Foi solicitado, posteriormente, que as tenistas russas e tchecas não viajassem para a Tchéquia, sendo forçados a desistir do WTA de Praga. Elas competiriam sob bandeira neutra, como já acontece há mais de um ano no circuito, mas o governo local aprovou uma resolução proibido que eles entrassem, por causa da invasão da Ucrânia pela Rússia, mesmo assim.

## Simples

### Cabeças de chave
| Cabeça | Ranking1 | Jogadora        |
| ------ | -------- | --------------- |
| 1      | 29       | Marie Bouzková  |
| 2      | 38       | Zhu Lin         |
| 3      | 45       | Zhang Shuai     |
| 4      | 59       | Linda Nosková   |
| 5      | 65       | Tatjana Maria   |
| 6      | 70       | Alizé Cornet    |
| 7      | 71       | Wang Xinyu      |
| 8      | 77       | Kateryna Baindl |
| 9      | 80       | Wang Xiyu       |

- 1 Rankings de 24 de julho de 2023.[5]

### Outras entradas
As seguintes jogadoras receberam convites para a chave principal:
- Lucie Havlíčková
- Tereza Martincová
- Barbora Palicová

As seguintes jogadoras entraram na chave principal usando ranking protegido:
- Jaqueline Cristian
- Barbora Strýcová
- Patricia Maria Țig

A seguinte jogadora entrou na chave principal como special exempt:
- Heather Watson

As seguintes jogadoras entraram na chave principal passando pelo qualificatório:
- Emiliana Arango
- Viktória Hrunčáková
- Elvina Kalieva
- Gabriela Knutson
- Tamara Korpatsch
- Dayana Yastremska

As seguintes jogadoras entraram na chave principal como lucky losers:
- Nao Hibino
- Ankita Raina

### Desistências
- Barbora Krejčíková → substituída por  Kaia Kanepi
- Kristína Kučová → substituída por  Lucrezia Stefanini
- Tatjana Maria → substituída por  Ankita Raina
- Rebeka Masarova → substituída por  Nao Hibino
- Evgeniya Rodina → substituída por  Jule Niemeier
- Aliaksandra Sasnovich → substituída por  Yuan Yue

## Duplas

### Cabeças de chave
| Cabeça | Ranking1 | Equipe           | Equipe          |
| ------ | -------- | ---------------- | --------------- |
| 1      | 129      | Zhang Shuai      | Zhu Lin         |
| 2      | 145      | Alicia Barnett   | Olivia Nicholls |
| 3      | 187      | Anastasia Dețiuc | Anna Sisková    |
| 4      | 198      | Naiktha Bains    | Maia Lumsden    |

- 1 Rankings de 24 de julho de 2023.

### Outras entradas
As seguintes duplas receberam convites para a chave principal:
- Nikola Bartůňková /  Tereza Valentová
- Barbora Palicová /  Dominika Šalková

### Desistências
- Nikola Bartůňková /  Tereza Valentová
- Barbora Palicová /  Dominika Šalková

## Finais
| Categoria | Campeã(s)                      | Vice-campeã(s)                 | Resultado         | Chave(s)  | Chave(s)       |
| --------- | ------------------------------ | ------------------------------ | ----------------- | --------- | -------------- |
| Simples   | Nao Hibino                     | Linda Nosková                  | 6–4, 6–1          | principal | qualificatório |
| Duplas    | Nao Hibino Oksana Kalashnikova | Quinn Gleason Elixane Lechemia | 76–7, 7–5, [10–3] | principal | principal      |